# Centre du Minas
Le Centre du Minas est l'une des 12 mésorégions de l'État du Minas Gerais. Elle regroupe 30 municipalités groupées en 3 microrégions.

## Données
La région compte 466 521 habitants pour 31 752 km2.

## Microrégions
La mésorégion du Centre du Minas est subdivisée en 3 microrégions :
- Bom Despacho
- Curvelo
- Três Marias